# Hollau (Waldgebiet)
Die Hollau ist ein Waldgebiet im Obereichsfeld im Grenzbereich der Landkreise Unstrut-Hainich und Eichsfeld in Nordwestthüringen, (Deutschland).

## Lage
Das Waldgebiet der Hollau liegt auf einem östlich der Obereichsfelder Höhe verlaufenden Höhenrücken zwischen den Tälern der oberen Luhne und der oberen Unstrut sowie dessen rechtsseitigen Zuflusses des Mertelgrabens. Eingegrenzt wird das Waldgebiet im Westen von der ehemaligen Bahnstrecke Leinefelde–Treysa und heutigen Endpunkt der Draisinenstrecke von Lengenfeld unterm Stein nach Küllstedt, im Norden von den Gemarkungen von Dingelstädt und Helmsdorf sowie im Süden von Bickenriede und Büttstedt. Die östliche Fortsetzung des Höhenrückens verläuft über die Lengefelder Warte des Mühlhäuser Landgrabens und die Lange Mark in das etwa 10 Kilometer entfernte Mühlhausen.

## Erhebungen
Die höchsten Berge sind mit 425,7 m eine namenlose Kuppe nördlich von Büttstedt, sowie der weiter östlich gelegene Stationsberg (419 m). Nicht mehr zum Waldgebiet gehören die südöstlich gelegenen Seeköpfe (408 m) und der Eisberg (394 m). Von den Waldrändern hat man eine gute Aussicht nach Norden auf das obere Unstruttal bei Dingelstädt und nach Südosten auf das nordwestliche Thüringer Becken um Mühlhausen.

## Natur
Die Hollau ist eine überwiegend mit Laubwald bedeckte Hochfläche, am Boden hat sich eine vielfältige Flora entwickelt, unter anderen mit Märzenbecher und Orchideen. Unmittelbar am südlichen Abhang der höchsten Erhebung befinden sich die sogenannten Hünenlöcher, zwei sehenswerte Erdfälle mit einem Durchmesser von etwa 25 Meter und einer Tiefe von etwa 5 Meter (seit 1941 als Naturdenkmal unter Schutz gestellt).
Ein weiteres Naturdenkmal sind die Drei-Eichen, die sich weiter südlich in Richtung des ehemaligen Klosters Anrode befinden, von denen aber nur noch zwei existieren. Zahlreiche Wanderwege führen von den umliegenden Ortschaften durch das Waldgebiet.

## Hohe Lobe
Etwa 120 Meter südlich der höchsten Stelle der Hollau befindet sich eine hochmittelalterliche befestigte Anlage (Flachmotte), die sogenannte Hohe Lobe. Sie besteht aus einem Turmhügel mit einem Durchmesser von etwa 15 Meter und einem umlaufenden Graben von 4 bis 5 Meter Breite. Dabei könnte es sich um eine Warte oder kleine Herrenburg gehandelt haben. Unmittelbare schriftliche Erwähnungen einer Burg in dieser Gegend gibt es keine, über eine Beziehung zu den Wüstungsorten Bezelsrode und Seehausen auf der Südabdachung der Hollau ist nichts bekannt.

## Namensherkunft
Möglicherweise kommen die Namen Lobe, Loibe, Hohe Loibe und Hollau vom Laubsammeln oder Laubstriffeln. Laubbäume, insbesondere Buchen, stellen die häufigste Baumart in dem Waldgebiet dar. In der regionalen Mundart heißt das Laubsammeln „Mä gähn ins Loib“ (wir gehen Laub holen).